# Markovci
Markovci so naselje, središče občine Markovci.
Markovci ležijo na Ptujskem polju ob cesti Ptuj-Zavrč. Ime so dobili po sv. Marku, svetniku. Po njem se imenuje tudi farna cerkev, ki so jo zgradili leta 1519. Današnjo podobo je cerkev dobila leta 1870. Na mestu, kjer danes stoji cerkev je v 14. stoletju stal grad oz. pristava Pabstein, ki so jo leta 1493 razdajali Turki. Tok reke Drave se je s stoletji prestavljal, zajedal levi breg ter odnašal rodovitno zemljo, česar so se ljudje ob reki bali. Zato so 1477. leta v središču Markovec postavili kamniti steber s kipom sv. Marka. Cerkev je dal zgraditi ogrski poveljnik Jakob Szekely in sicer v čast sv. Marka. Istočasno z nastankom župnije se v Markovcih pojavijo tudi zametki šolstva in dobrih 20 let po ustanovitvi župnije, 1810. leta, so začeli z rednim poukom mežnarji. Prva šolska stavba je bila zgrajena 1840. leta, druga pa 50 let pozneje. V tem hramu učenosti je pouk potekal vse do 1979. leta. Zadnjih 20 let pa naši otroci obiskujejo novo OŠ. OŠ Markovci obiskuje 445 učencev iz občine Markovci, ki pa je tudi vključena v program devetletke. V centru vasi raste najstarejše drevo, lipa, vendar njene starosti žal ne poznamo. Zraven te mogočne lipe stoji kapela Blažene device Marije iz leta 1863. Imamo tudi kapelo Sv. Križa, ki stoji pri Frančevih od leta 1858.
Na pokopališču pa stoji podružniška cerkev sv. Marije iz leta 1841. Kužno znamenje, ki ga je Jemej Breznikov postavil leta 1617, je znak borbe proti kugi, ki ni prizanesla niti markovčanom. V Markovcih je zajezeno največje umetno jezero v Sloveniji, ki meri 4km2 in je globoko 11 metrov. S tem zahtevnim projektom so končali leta 1978. Terjal je nekaj življenj.
Verjetno ste že vsi slišali za koranta, ki izhaja prav iz Markovec. Imenujemo ga markovski korant. Po ustnem izročilu naj bi preganjal zimo. Zraven koranta imamo še veliko drugih pustnih likov: orači, piceki, vile, krike, ruse, melike, gostüvajnce, medvede,...